# Václav Roziňák
Václav Roziňák (7. prosince 1922 Praha – 1. března 1997 Curych) byl český a československý hokejový reprezentant, mistr světa z let 1947 a 1949. Poté, co byl reprezentaci znemožněn start na mistrovství světa 1950 v Londýně, byl spolu s dalšími jedenácti hráči v Praze zadržen, tvrdě vyslýchán a následně ve vykonstruovaném soudnímu procesu odsouzen deseti letům vězení. Propuštěn byl v roce 1955. V roce 1968 byl rozsudek zrušen, ve stejném roce Václav Roziňák emigroval do Švýcarska, kde prožil zbytek života.

## Hokejová kariéra
Od mládí se věnoval veslování a pozemnímu hokeji. Lední hokej hrával nejprve v klubu HC Stadion Podolí, později přestoupil do LTC Praha, kde vytvořil slavný útok se Stanislavem Konopáskem a Vladimírem Zábrodským. S nimi nastupoval také v reprezentaci. V roce 1947 s národním týmem získal pro Československo historicky první titul mistrů světa. O rok později také pomohl ke stříbrným medailím na Zimních olympijských hrách a v roce 1949 k další zlaté medaili z mistrovství světa. V roce 1950 byl odsouzen v procesu s Československými hokejisty k trestu 10 let odnětí svobody. Po propuštění z vězení na základě amnestie v polovině padesátých let se k hokeji vrátil a nastupoval v dresu pražského Sokolova (dnešní Sparty), za což byl spoluhráči z LTC kritizován. Na nějakou dobu v Sokolovu obnovil spolupráci v jednom útoku se Zábrodským a Konopáskem. V šedesátých letech trénoval rezervu Sparty.

## Ocenění
V roce 2008 byl in memoriam uveden do nově vzniklé Síně slávy českého hokeje.